# Ivanka Trump
Ivana Marie "Ivanka" Trump (30. oktober 1981 i Manhattan, New York) er en amerikansk model og iværksætter. Hun er Trump-imperiets egen ejendomsmægler, og er også kendt for at eje flere brands, herunder Ivanka Trump Fine Jewelry og Ivanka Trump Lifestyle Collection.
Hun bor i Kalorama i Washington D.C.

## Biografi
Ivanka Trump er datter af Donald Trump, og Ivana Marie Zelníčková, der blev skilt i 1991. Hun er barndomsven med Paris Hilton, Georgina Bloomberg og Chelsea Clinton.
Trump gik i skole på Chapin School i New York, indtil hun var 15 år gammel, hvorefter hun skiftede til Choate Rosmarin Hall i Wallingford. Efterfølgende gik hun på Georgetown University og the Wharton School ved University of Pennsylvania, hvor hun dimitterede i økonomi i 2004.
Trump har været gift med projektudvikler Jared Corey Kushner, siden 2009 , og har en datter og to sønner: datteren Arabella Rose Kushner (født 17. juli 2011) og sønnerne Joseph Frederick Kushner (født 14. oktober 2013) og Theodore James Kushner (født 27 marts 2016). Kushner er politisk fortrolig med Donald Trump.

### Model
Trump kom for første gang som model på forsiden af Seventeen i 1997, og var på dette tidspunkt allerede model for designere som Versace, Marc Bouwer, Thierry Mugler og mærker som Tommy Hilfiger og Sassoon Jeans. Hertil kom hun på forsiderne af flere fremtrædende tidsskrifter, herunder Stuff (august 2006, september 2007), Forbes, Golf Magasinet, Avenue Bladet, Elle Mexico og Harper' s Bazaar (oktober 2007).
I Maxim Hot 100 i 2007 stod hun på plads 83, og på den 84. plads på AskMen.kom-liste 2008.

### Iværksætter
Før Trump havde sin stilling som Executive Vice President hos Trump Organisation, var hun aktiv i Forest City Enterprises og Dynamic Diamond Corp. Her begyndte hun at designe sine egne smykker, og etablerede egen butik på Madison Avenue. Hun oprettede derudover yderligere egne designs af tasker og sko.
Hun trak sig i januar 2017 som direktør for The Trump Organisation og sine modefirmaer, og fungerer i dag som rådgiver og uofficiel førstedame i sin fars administration.
- Ivanka Trump i 2009
- Ivanka Trump ved det Seeds of Peace 2009
- Trump under præsidentvalgkampen af hendes far i 2016
- Ivanka Trump hos et Vanity Fair fest

## Publikationer
- The Trump Card: Playing to Win in Work and Life (2009), Touchstone (ISBN 978-1439140017)